# Nil volentibus arduum
Nil volentibus arduum è una locuzione latina che significa "niente è impossibile per chi lo vuole". Esso fu il nome di una società letteraria fondata nel XVII secolo nella Repubblica delle Sette Province Unite, che si propose lo scopo di diffondere la letteratura francese nei Paesi Bassi.

## La società letteraria

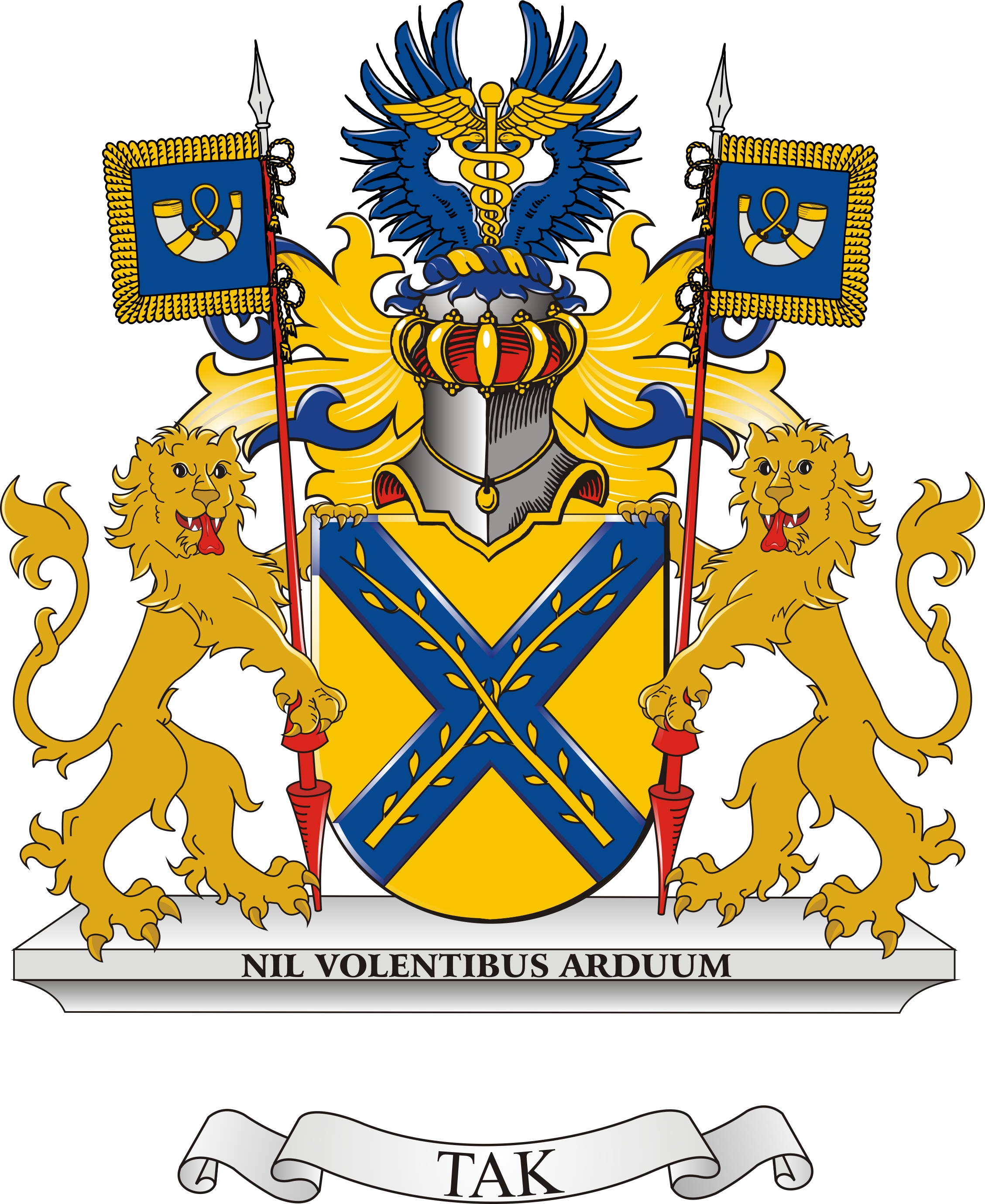
Stemma della famiglia olandese Tak

La società letteraria cercò di esercitare il massimo influsso possibile sul mondo letterario olandese, imponendo le regole poetiche di Aristotele, Orazio e Nicolas Boileau-Despréaux.
Fu una società di francofili che difese ardentemente le lettere francesi nelle Province Unite. Il filologo romanzo Jan Fransen (1877-1948) ebbe a dire:

### Storia
La società fu fondata nel 1669 ad Amsterdam, a seguito di una discussione letteraria sul tema del teatro. Fino ad allora, la scena di Amsterdam era stata nelle mani del vetraio e scrittore Jan Vos (1610/1611-1667), che tra l'altro espresse con l'adagio Het zien gaat voor het zeggen ("La vision précède la parole") l'idea che gli elementi visivi fossero più espressivi delle parole..
Vos poté abbandonarsi completamente alla sua predilezione per il visivo grazie alle sue entrature nel governo di Amsterdam, che nel 1655 gli commissionò la costruzione delle vetrate del nuovo Palazzo Reale, così come le grandi sculture viventi esposte all'aperto che avrebbero dovuto accogliere i visitatori illustri. Egli ideò anche  balletti e produzioni teatrali, sia proprie che di autori terzi. Le sue opere abbondavano di scene drammatiche. Vos esercitò una notevole influenza sulla programmazione del Teatro di Van Campen, del quale era il reggente. Nel 1664-1665 rinnovò il teatro per rendere possibili effetti speciali graditi al pubblico, come rapidi cambi di scenario e movimenti di volo. Ma la popolarità del lavoro di Vos si basava anche su scene di orrore con elementi come omicidi, impiccagioni, smembramenti e altre oscure crudeltà. L'emozione e la violenza costituivano abitualmente ingredienti delle sue opere: non perché si rallegrassero di tali spettacoli, ma perché il suo obiettivo era mostrare i pericoli dell'intemperanza.
Membri della società erano Andries Pels, Pieter Cornelis Verhoek, Gérard de Lairesse, Lodewijk Meyer e Johannes Bouwmeester.